# Héctor Guerrero (Wrestler)
Héctor  Manuel Guerrero Llanes (* 11. Oktober 1954 in Mexiko-Stadt) ist ein mexikanisch-amerikanischer Wrestler, der inzwischen als Wrestling-Kommentator und Road Agent für Total Nonstop Action Wrestling (TNA) tätig ist. Guerrero, der gewöhnlich unter dem Vaternamen Héctor  Guerrero auftrat, ist Mitglied der Guerrero-Familie, die zahlreiche Persönlichkeiten des Wrestling-Geschäftes hervorgebracht hat.

## Karriere
Héctor Guerrero wurde zwar in Mexiko geboren, sein Vater, der Wrestler Gory Guerrero, zog mit der Familie jedoch bald nach El Paso, Texas um, wo Héctor  mit seinen Brüdern Chavo, Mando und Eddie aufwuchs. Héctor  besuchte die University of Texas in El Paso, die er mit einem Bachelor als Sportlehrer abschloss.
Héctor erhielt Wrestling-Unterricht von seinem Vater und debütierte 1973 unter seinem realen Namen. Die folgenden Jahre trat er meist in Kalifornien in der dortigen lokalen Promotion der National Wrestling Alliance (NWA) an, oft zusammen mit seinen Brüdern in Tag Teams. 1978 erhielt Héctor  im Team mit Chavo erstmals den NWA Americas Tag Team-Titel, den er bis zu seinem Karriereende noch weitere fünfmal erringen durfte. Ab Mitte der 1980er Jahre trat Héctor  in der in Georgia beheimateten NWA-Promotion Jerry Crockett Productions an, wo er maskiert als Lazer Tron auftrat. Héctor  gewann weitere NWA-Regionaltitel, darunter die NWA World Junior Heavyweight Championship, die NWA Florida Junior Heavyweight Championship und die NWA Americas Heavyweight Championship, bevor er die NWA verließ und sich der kleineren American Wrestling Association anschloss, die in den 1980er Jahren Stars wie Hulk Hogan hervorgebracht hatte. Héctor  war auch in dieser Liga erfolgreich und erhielt sowohl die AWA Southern- als auch die AWA World Tag Team Championship.
1990 entwickelte die World Wrestling Federation vor der Großveranstaltung Survivor Series ein neues Gimmick für einen Wrestler, das sie durch Einspielungen in ihre Sendung einführte: Teil des Bühnenbildes der regulären WWF-Sendungen davor war ein überdimensionales Ei, auf das die Kommentatoren wiederholt hinwiesen. Bei der Survivor Series „schlüpfte“ der Gobbledy Gooker aus diesem Ei: Héctor  Guerrero, verkleidet als mannshoher Truthahn, der mit dem Ringsprecher Gene Okerlund im Ring tanzte. Die Reaktion des Publikums auf dieses Gimmick war sehr negativ, die Figur verschwand sofort danach aus der WWF. Sie erhielt allerdings noch eine Auszeichnung der Wrestling Zeitschrift Wrestling Observer als „Schlechtestes Gimmick“ des Jahres und wurde zum Namensgeber des Gooker Awards einer Wrestling-Internetseite, die mit diesem jährlich die verabscheuungswürdigste Storyline oder Handlung eines Wrestling-Veranstalters auszeichnet. Die WWF vermied es jahrelang, den Gobbledy Gooker zu erwähnen. Trotz dessen war er unter den vergangenen Gimmicks vertreten, die die WWF 2001 für eine einmalige Gimmick Battle Royal beim Pay-per-View Wrestlemania reaktivierte.
Héctor kehrte der WWF den Rücken, 1992 war er bei Smoky Mountain Wrestling aktiv, 1995 bei Extreme Championship Wrestling, 1996 bis 1997 folgte ein kurzer Auftritt bei World Championship Wrestling, den er nach einer kurzen Fehde mit seinem Bruder Eddie beendete. Nachdem er 2001 nochmals den Gobbledy Gooker verkörpert hatte, bestritt Héctor  Guerrero 2003 sein letztes Match als aktiver Wrestler.
Im März 2007 gab Total Nonstop Action Wrestling bekannt, dass Guerrero dort einen Vertrag als Road Agent und Kommentator für den spanischen Sprachraum unterschrieben hätte. Seit Mai 2008 trat Guerrero in den Shows der Liga auch als Storyline-Manager des Tag Teams Latin American Xchange auf, die sich durch Guerreros Eingriffe in Matches die TNA World Tag Team Championship sichern konnten.

## Wrestlingtitel im Überblick
- Championship Wrestling from Florida

- NWA Florida Heavyweight Championship
- NWA Florida Junior Heavyweight Championship
- NWA Florida United States Tag Team Championship – mit Chavo Guerrero

- American Wrestling Association

- AWA Southern Tag Team Championship – mit Steve Regal
- AWA World Tag Team Championship – mit Dr. D

- Jim Crockett Promotions

- NWA World Junior Heavyweight Championship

- NWA Hollywood Wrestling

- 2 × NWA Americas Heavyweight Championship
- 6 × NWA Americas Tag Team Championship – mit Chavo Guerrero (1), Black Gordman (1), Barry Orton (1) und Mando Guerrero (3)

- NWA Tri-State

- NWA United States Tag Team Championship (Tri-State version) – mit Ron Sexton

- Pro Wrestling Federation

- PWF Tag Team Championship – mit Eddie Guerrero